# زورینسک
زورینسک (به روسی: Зоринськ) شهری در استان لوهانسک در کشور اوکراین واقع شده‌است. جمعیت این شهر ۷,۱۲۸ نفر (۲۰۲۱ تخمینی) است.